# Liacarus tremellae
Liacarus tremellae är en kvalsterart som först beskrevs av Carl von Linné 1761.  Liacarus tremellae ingår i släktet Liacarus och familjen Liacaridae. Inga underarter finns listade i Catalogue of Life.